# 井内麻理子
井内 麻理子（いうち まりこ、10月3日 - ）は、徳島を中心に活動するフリーアナウンサー、ラジオパーソナリティで、元四国放送、エフエム徳島のアナウンサーである。

## 来歴・人物
徳島県石井町出身。地元の国立大学大学院修了後四国放送ラジオのキャスターからキャリアをスタートさせ、リポーター、パーソナリティ、MCとして活躍、2007年10月にエフエム徳島へ入社しアナウンサー、DJ、朗読などを担当した。ニックネームはマリアッチだが音楽のマリアッチとは関係なく、生放送の番組内で一般リスナーの投票により命名された。ブログは更新頻度が非常に高く、かつたくさんの画像を用いていた。また、一週間を通したテーマで書き込んだり、番組と連動させることも多かった。2010年3月末に退社したが、2011年5月5日より『美馬市 まほろばナビ』で約1年ぶりにエフエム徳島の番組に復帰し、2012年3月29日まで担当した。名前を言う際に「徳島LOVEの井内麻理子です」と紹介する事が多い。
幅広い交友関係と英語スピーチコンテストで連続優勝するほどの英語力を活かして退社後は渡米。カリフォルニア州ロサンゼルス在住。

## 過去の担当番組
- 美馬市 まほろばナビ
- WEEKEND TRAIN
- FM徳島ニュース
- むすんでひらいて

## 四国放送時代の担当番組
- えんやこらワイド、となりのラジオ、（ラジオレポーター）
- 四国4局クローバーネット（レポーター）
- ニュース＆スポーツ　きょうの徳島（メインパーソナリティー）
- ラジオ広場 土曜ワイド徳島（ラジオレポーター）
- 高木アキラのSOUND TODAY（レポーター）
- 晴弘・まり子のまだまだ青春（パーソナリティ）
- 天光軒満月の元気なDAY！（パーソナリティー）